# Cranfillia
Cranfillia, rod paprati iz porodice rebračevki (Blechnaceae) kojemu pripada 24 vrste i to iz neotropa (4), Malezije (4) i ostali sa Pacifika. Opisan je 2016.

## Vrste
1. Cranfillia aequabilis (T. C. Chambers) Parris & de Lange
2. Cranfillia bakeri (C. Chr.) Vázq. Ferr. & S. Molino
3. Cranfillia caudata (Baker) V. A. O. Dittrich & Gasper
4. Cranfillia deltoides (Colenso) de Lange & Parris
5. Cranfillia deplanchei (Baker) Vázq. Ferr. & Gabriel
6. Cranfillia feani (E. D. Br.) Parris & de Lange
7. Cranfillia fluviatilis (R. Br.) Gasper & V. A. O. Dittrich
8. Cranfillia fullagari (F. Muell.) Gasper & V. A. O. Dittrich
9. Cranfillia geniculata (T. C. Chambers & P. A. Farrant) Gasper & V. A. O. Dittrich
10. Cranfillia glabrescens (T. C. Chambers & Sykes) Gasper & V. A. O. Dittrich
11. Cranfillia hirsuta (Rosenst.) Gasper & V. A. O. Dittrich
12. Cranfillia humilis (T. C. Chambers) de Lange & Parris
13. Cranfillia longicauda (C. Chr.) Gasper & V. A. O. Dittrich
14. Cranfillia megavulcanica (T. C. Chambers) Parris & de Lange
15. Cranfillia mucronata (Fée) V. A. O. Dittrich & Gasper
16. Cranfillia nigra (Colenso) Gasper & V. A. O. Dittrich
17. Cranfillia nukuhivensis (E. Brown) de Lange & Parris
18. Cranfillia opaca (Mett.) Gasper & V. A. O. Dittrich
19. Cranfillia phanerophlebia (C. Chr.) de Lange & Parris
20. Cranfillia pilosa (Brack.) Gasper & V. A. O. Dittrich
21. Cranfillia sampaioana (Brade) Gasper & V. A. O. Dittrich
22. Cranfillia tovii (E. D. Br.) de Lange & Parris
23. Cranfillia venosa (Copel.) Parris & de Lange
24. Cranfillia vulcanica (Blume) Gasper & V. A. O. Dittrich